# شهرستان گاروولین
شهرستان گاروولین (به لهستانی: Powiat Garwolin) یک شهرستان در لهستان است که در استان ماسوویان واقع شده‌است. شهرستان گاروولین ۱٬۲۸۴٫۲۹ کیلومتر مربع مساحت و ۱۰۶٬۲۲۷ نفر جمعیت دارد.